# Palacio de Justicia de los Estados Unidos Theodore Levin
El Palacio de Justicia de los Estados Unidos Theodore Levin (también conocido como el Edificio Federal de Detroit) es un edificio de oficinas y juzgados de gran altura ubicado en 231 West Lafayette Boulevard en el Downtown de Detroit, Míchigan. La estructura ocupa una manzana entera, rodeada por Shelby Street (este), Washington Boulevard (oeste), West Fort Street (sur) y West Lafayette Boulevard (norte). El edificio lleva el nombre del fallecido Theodore Levin, abogado y juez de las Cortes de Distrito de Estados Unidos.
La construcción comenzó en 1932 y terminó en 1934. Tiene 10 pisos de altura, con su piso superior a 50 metros de la entrada del primer piso, con el techo de 56,1 metros de altura. Fue diseñado en los estilos art déco y streamline moderne, incorporando granito y piedra caliza en la estructura. La fachada principal es de piedra caliza, sobre una piedra negra pulida.
Dentro del edificio hay un de centro abierto sobre el segundo piso. El edificio contiene esculturas en relieve de águilas y emblemas sobre la entrada, que simbolizan la función como palacio de justicia.
En el séptimo piso está la Sala del Tribunal del Juez Principal de estilo neorrománico profusamente decorada, una de las características más notables del edificio. A petición del juez principal Arthur Tuttle, la sala del tribunal del edificio anterior (construido en 1897) se desmontó y almacenó durante la construcción, y luego se volvió a montar en el nuevo edificio.

## Historia
Antes de que se construyera el palacio de justicia en 1932, el sitio era la antigua ubicaciónde Fort Lernoult (más tarde Fort Shelby) y la Oficina de Correos, el Palacio de Justicia y la Aduana de Estados Unidos de 1897. El antiguo edificio original de la Aduana de Detroit y el Tribunal Federal estaba ubicado en la esquina noroeste de las calles Griswold y Larned. Era una estructura de estilo neorrenacentista de tres pisos terminada en 1861 por 162.000 dólares . La antigua Aduana finalmente fue demolida en 1964, y el sitio ahora es un estacionamiento.
En la década de 1880, se desarrollaron planes para demoler la antigua Aduana de 1861 y construir una instalación nueva y más grande. Sin embargo, las objeciones públicas y las condiciones del suelo obligaron al gobierno a seleccionar un nuevo sitio. El bloque delimitado por Lafayette Boulevard, Fort Street, Wayne Street (ahora Washington Boulevard) y Shelby Street, se compró por 400 000 dólares en 1887. 
La excavación para la nueva Oficina de Correos y Palacio de Justicia comenzó en junio de 1890 y el edificio fue ocupado a fines de 1897. Los costos de construcción superaron el millón de dólares. El enorme edificio de granito de sillar con revestimiento de roca fue diseñado por el arquitecto de Filadelfia James H. Windrim. Una torre de reloj altísima con un techo piramidal de tejas dominaba la fachada de Fort Street.
La autorización y planificación federal para el edificio actual se produjo durante la presidencia de Herbert Hoover. El edificio federal de Detroit / EE. UU. El palacio de justicia fue diseñado por Robert O. Derrick, bajo los auspicios de James A. Wetmore, arquitecto supervisor interino del Departamento del Tesoro. La impresión general del edificio es de un renacimiento neoclásico con rasgos modernistas. 
La demolición del edificio de 1897 comenzó a fines de 1931. La construcción comenzó en octubre de 1932 y el edificio terminado se inauguró el 23 de abril de 1934. El presupuesto para la construcción superó los 5,5 millones de dólares. Partes de los restos del Palacio de Justicia de 1897 se pueden encontrar en la Sala 733 del Tribunal del Distrito de Estados Unidos.
El exterior del edificio presenta varias agrupaciones escultóricas de bajorrelieve ornamentales ejecutadas por el destacado escultor arquitectónico de Detroit Corrado Parducci. Parducci diseñó los medallones y paneles escultóricos para representar varias agencias y actividades del gobierno federal en ese momento.
El 2 de noviembre de 1994, el Congreso de Estados Unidos aprobó una ley para designarlo Theodore Levin United States Courthouse. En la primavera de 1995 se llevó a cabo una ceremonia para anunciar oficialmente la designación y presentar nuevos letreros de edificios en las fachadas de Lafayette Boulevard y Fort Street. El edificio fue incluido en el Registro Nacional de Lugares Históricos en 2018.

## Descripción arquitectónica
El sistema estructural es de una construcción de marco de acero de bahía regular, descansando sobre una serie de pozos de cimentación. El hormigón también se utiliza para losas de suelo vertidas en el lugar, así como para la protección contra incendios de columnas y vigas de acero. El revestimiento exterior de piedra se cuelga del marco de acero o se ata a las paredes de respaldo de la mampostería de la unidad.
Las cuatro fachadas exteriores son similares, aunque las entradas principales están ubicadas en los lados norte y sur, mientras que las aberturas para vehículos están ubicadas en el este y oeste. Cada fachada se divide verticalmente en tercios, con una base, una sección media y una parte superior. La base consta de un sótano elevado y los pisos uno y dos y está revestida con granito negro pulido en el nivel freático / sótano elevado, y bloques de piedra caliza de corte liso en el primer y segundo piso. El sótano y el primer y el segundo pisos tienen aberturas empotradas perforadas con umbrales de láminas de bronce. La parte central del edificio, pisos tres al siete, también está revestida con piedra caliza de corte liso articulada por pilastras rectilíneas. Las ventanas del tercer al sexto piso están agrupadas verticalmente y separadas por enjutas de bronce. Las ventanas del séptimo piso tienen aberturas perforadas con umbrales de chapa de bronce. La parte superior del edificio, pisos ocho a diez, se caracteriza por piedra caliza de corte liso con ventanas agrupadas verticalmente que se alinean con las de la sección central. 
La masa cúbica del edificio se alivia con pequeños contratiempos en los niveles del tercer y octavo piso. Un friso ornamental con escultura en relieve se extiende alrededor del edificio entre los pisos sexto y séptimo. Cada fachada tiene paneles de relieve tallados ubicados en sus tramos finales. Los paneles representan agencias del gobierno federal de la década de 1930. Entre los tramos de los extremos se extiende un friso de medallones circulares que se alternan con paneles acanalados tallados. Los medallones representan varios símbolos del gobierno federal.
El edificio tiene ventanas de doble acristalamiento con marco de bronce de diferentes proporciones. Por lo general, las aberturas del primer piso están acristaladas con doble hoja de cuatro sobre seis y están coronadas por travesaños fijos. Los pisos dos y siete tienen hojas dobles de cuatro sobre seis sin travesaños. Los pisos del tres al seis y del ocho al diez tienen una hoja de doble guillotina emparejada con luces de cuatro sobre cuatro agrupadas verticalmente y separadas por enjutas de bronce estriadas.
Las entradas principales al edificio están localizadas en las fachadas norte y sur. Cada entrada está centrada en la fachada donde tres portales están definidos por cuatro fluted pilastras surmounted con águilas estilizadas. Estas entradas están logradas por escalera de granito que dirige del nivel de acera a rebajado loggias. En el fin del norte de las fachadas este y del oeste es granito-clad vehicular sally-puertos qué ventaja al aparcamiento de nivel del sótano que/carga área de muelle.
Los espacios interiores importantes incluyen el vestíbulo público abovedado que se extiende de norte a sur entre las entradas principales en el primer piso y las salas de audiencias de dos pisos ubicadas en el séptimo y octavo piso. Una de las características más notables del edificio es la Sala del Tribunal del Juez Principal, Sala 732–734, en el séptimo piso, rescatada del edificio federal anterior que ocupaba el sitio. A pedido del juez principal Arthur Tuttle, la sala del tribunal fue desmontada y almacenada durante la construcción, luego se volvió a montar en el nuevo edificio.
La "Sala del millón de dólares", como la llamaron los periódicos en ese momento, contiene más de 30 tipos de mármol. El banco está tallado en caoba de las Indias Orientales y está flanqueado por dos columnas de mármol italiano de 3,7 m de altura, cada una coronada por cuatro leones que sostienen un globo terráqueo. Detrás del banco hay un friso de 10 figuras femeninas que representan la pureza de la justicia. Un friso de más de 100 cabezas de leones únicas rodea la habitación justo debajo del techo. Solo se modernizaron el suelo y el techo cuando se volvió a montar la habitación. La sala de audiencias de estilo románico contrasta dramáticamente con los detalles desnudos, neoclásicos y modernistas típicos de las otras salas de audiencias.
El edificio fue originalmente diseñado y diseñado para tener dos pisos más completos en lugar de los áticos en los pisos once y doce. Una reproducción de una publicación de 1931 muestra el palacio de justicia con doce pisos completos. Su eliminación puede deberse a un déficit presupuestario durante el período de construcción entre 1932 y 1934, que coincidió con el apogeo de la Gran Depresión.

## Galería

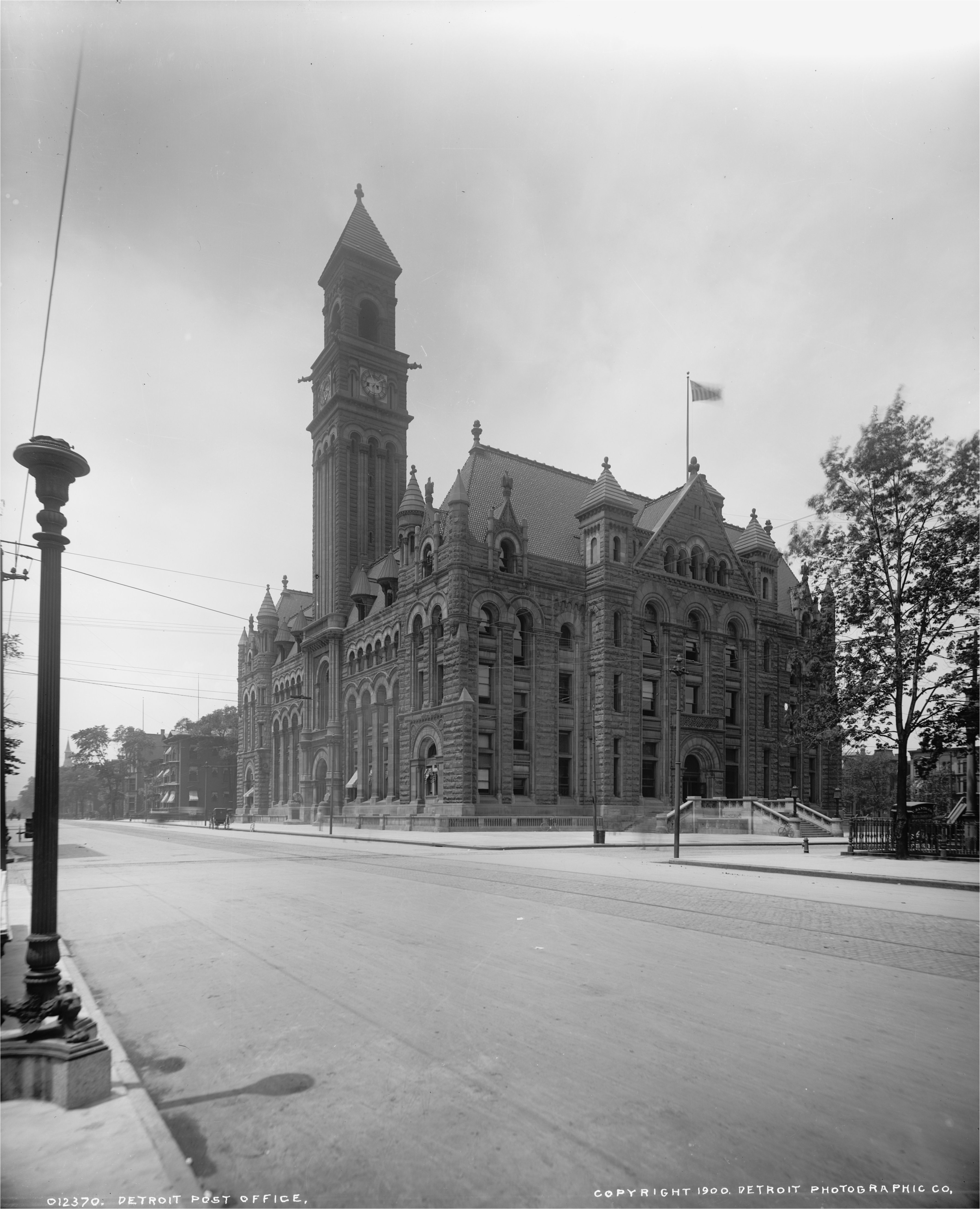
El primer edificio, en 1897
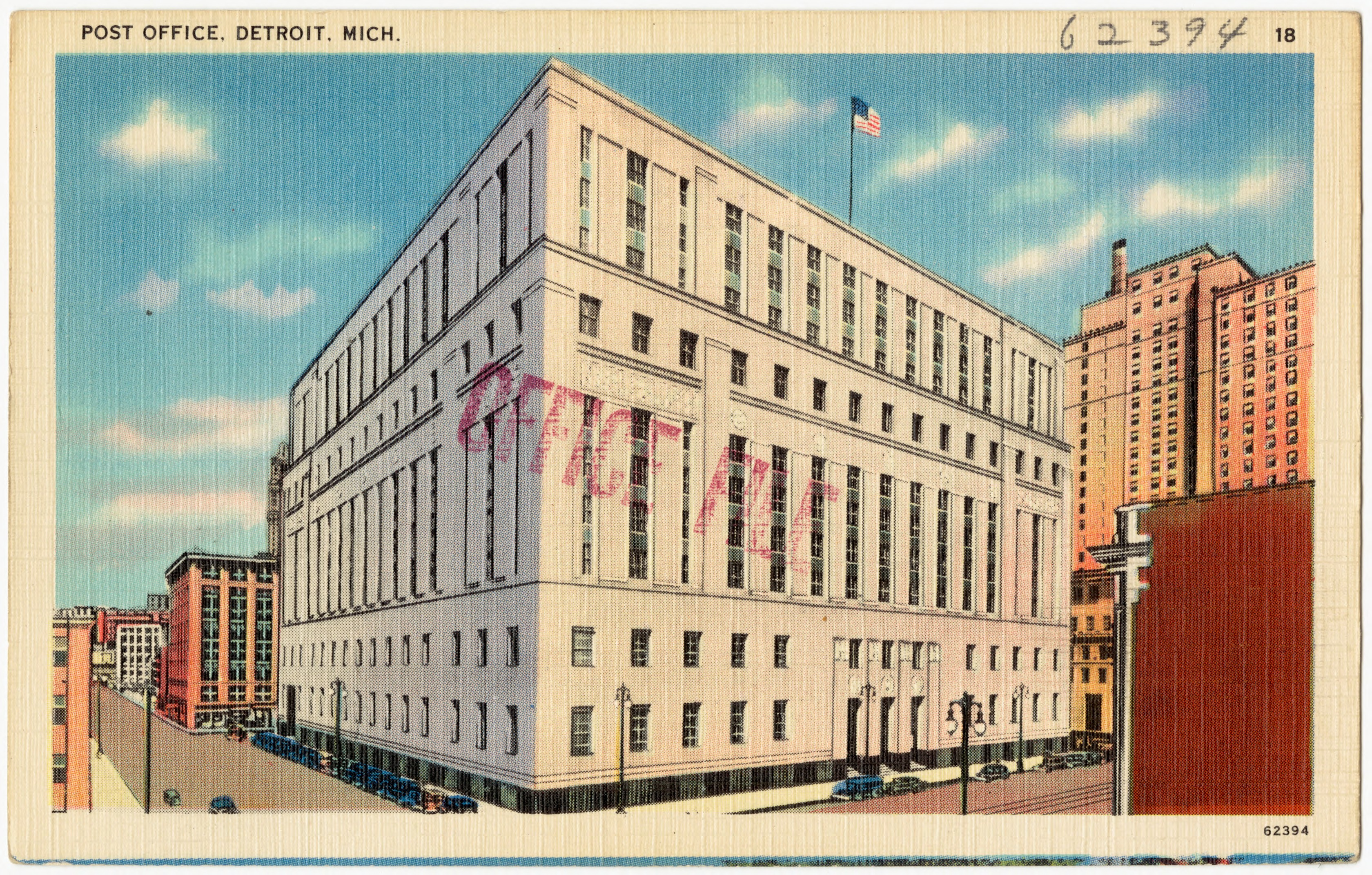
Tarjeta postal con el edificio recién construido
Relieve de Corrado Parducci
Entrada principal
Corredor interior
Detalles de la Sala del Millón de Dólares